# Manihot palmata
Manihot palmata är en törelväxtart som beskrevs av Johannes Müller Argoviensis. Manihot palmata ingår i släktet Manihot och familjen törelväxter. Inga underarter finns listade i Catalogue of Life.

## Bildgalleri

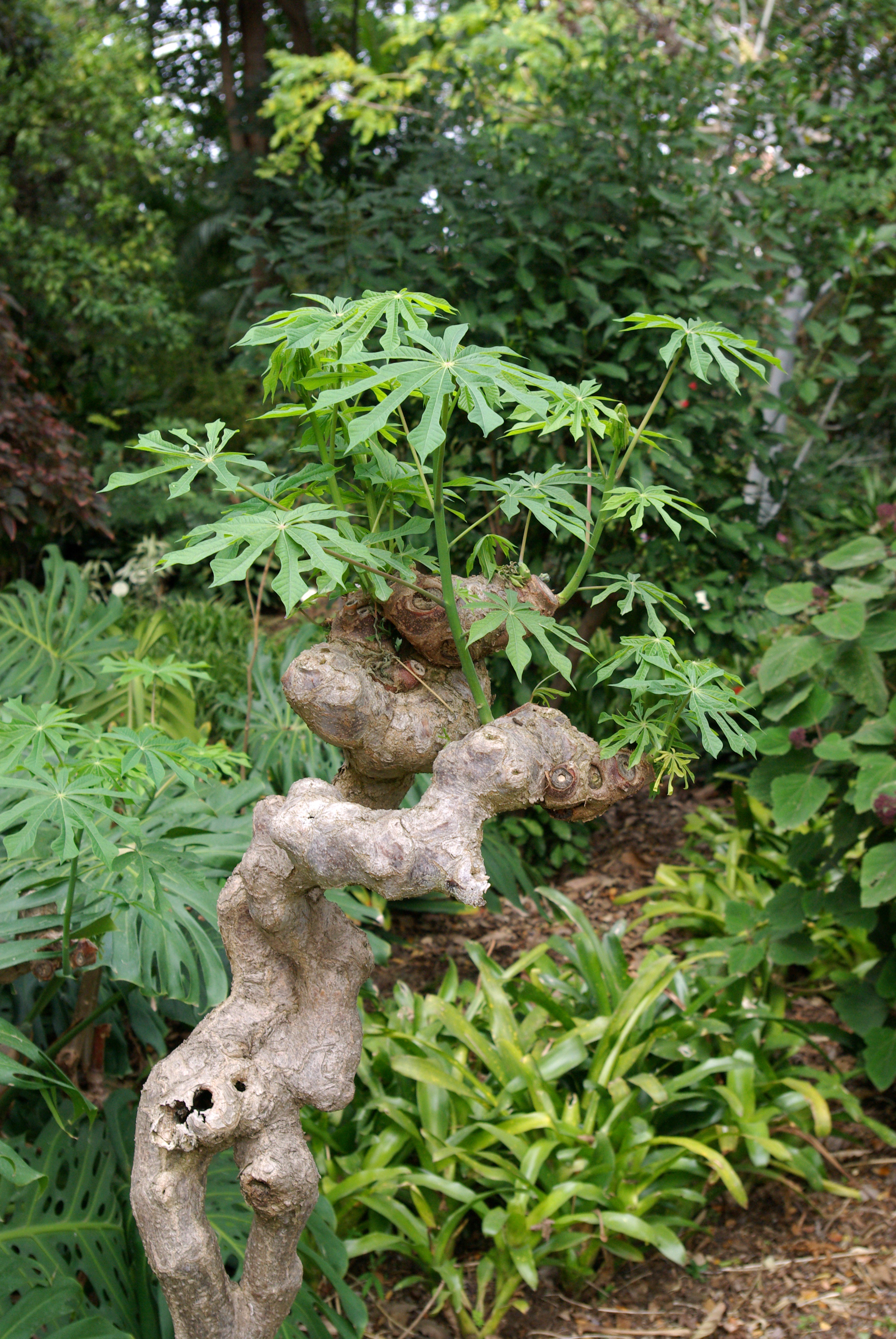
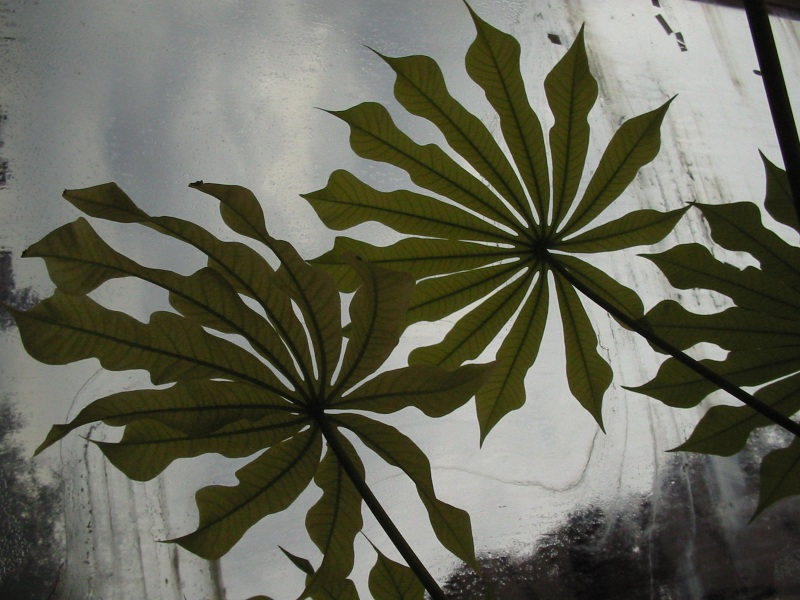
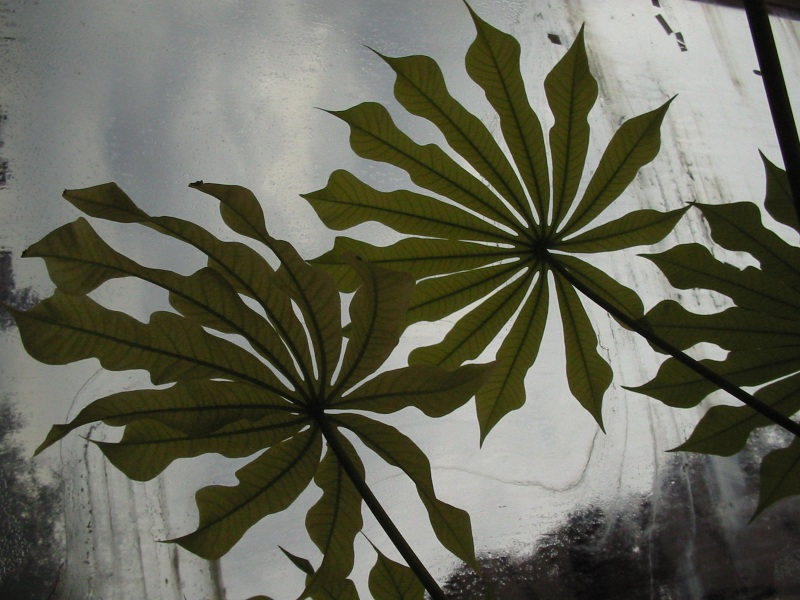